# جام ملت‌های آمریکای جنوبی ۱۹۱۶
جام ملت‌های آمریکای جنوبی ۱۹۱۶ (انگلیسی: 1916 South American Championship) اولین دوره جام ملت‌های آمریکای جنوبی بود که در بوینوس آیرس، آرژانتین از ۲ تا ۱۷ ژوئیه و در طول مراسم بزرگداشت صدمین سال استقلال آرژانتین برگزار شد. این مسابقات با حضور چهار تیم برگزار شد و اروگوئه موفق شد در بازی پایانی با پیروزی بر آرژانتین اولین قهرمان این مسابقات شود.

## ورزشگاه‌ها
| بوئنوس آیرس        | آویاندا       |
| ------------------ | ------------- |
| Gimnasia y Esgrima | Racing        |
| ظرفیت: ۱۸٬۰۰۰      | ظرفیت: ۳۰٬۰۰۰ |
|                    |               |